# Găzduire web

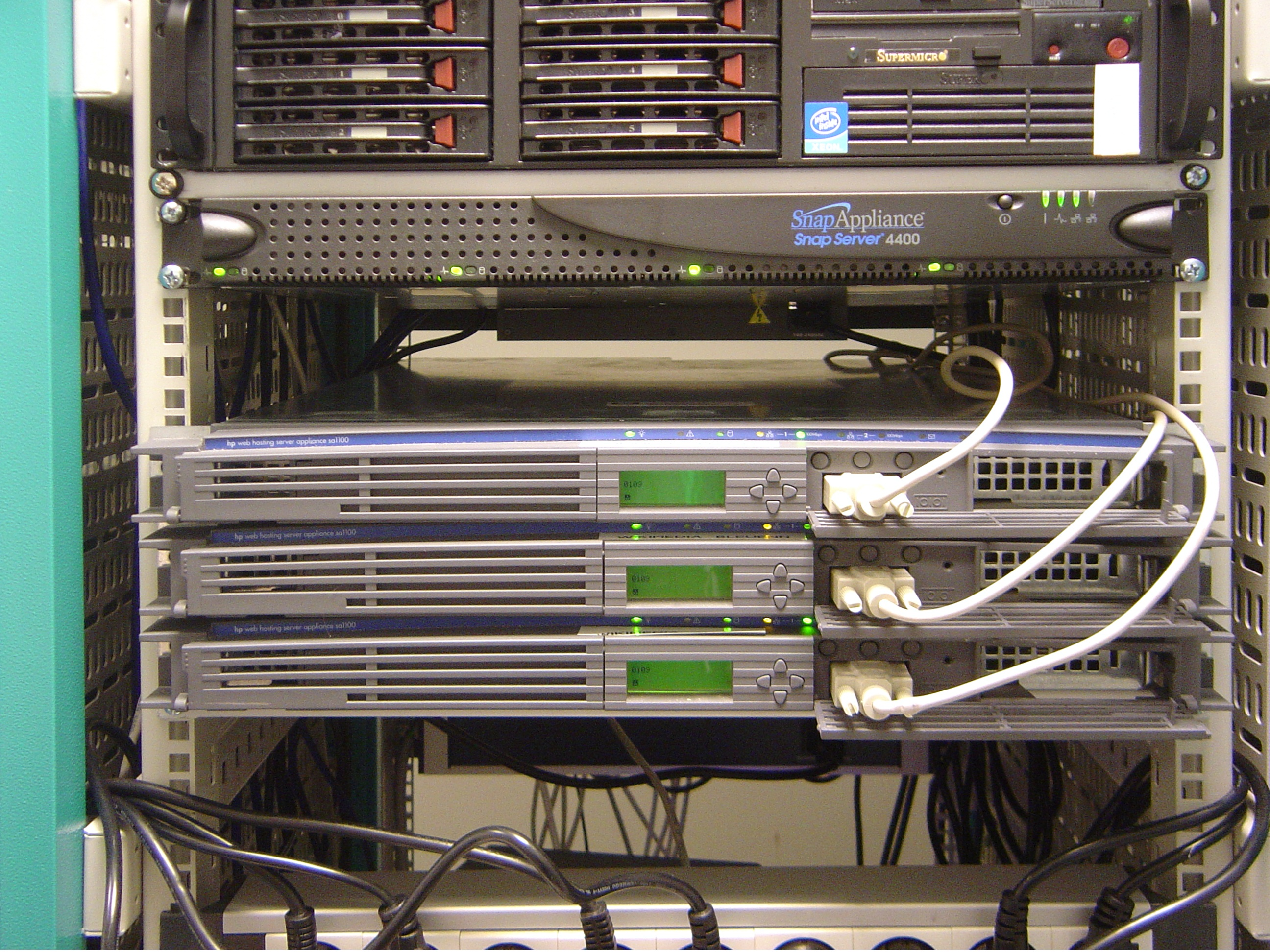
Un exemplu de servere montate pe raft

Găzduirea web (în engleză: web hosting) este un serviciu oferit atât companiilor cât și persoanelor particulare, care le permite acestora să își publice un sit web în Internet - să îl pună la dispoziție în web "vizitatorilor", online. Furnizorul acordă clientului spațiu de stocare pe un server conectat la Internet și de obicei aflat fizic într-un centru de date. Deseori furnizorul:
- alocă fiecărui sit web găzduit și câte un nume de domeniu web unic.
- pune la dispoziție clientului nu numai spațiul de stocare necesar sitului și adreselor de e-mail, dar chiar un întreg server (virtual) inclusiv sistemul său de operare.

Dintre cele mai des întâlnite pachete de găzduire web, regăsim:
- Găzduire gratuită: acest tip de găzduire prezintă foarte multe limitări și deseori reclame
- Găzduire împărțită (shared): site-ul este amplasat pe un server ce mai susține alte site-uri ce împart resursele și sunt deseori limitate.

Cele mai noi platforme (cPanel) furnizează certificat TLS pentru securizarea conexiunii dintre website și vizitatori. Google favorizează din punct de vedere SEO site-urile protejate printr-un certificat TLS.
- VDS: Virtual Dedicated Server sau Virtual Private Server (VPS), serviciul acesta împarte resursele unui server către mai multe mașini virtuale. Soluțiile moderne oferă serviciile VPS în cloud. Astfel, mașinile virtuale (VPS) se pot muta rapid de pe un server pe altul fără a pierde datele, cu un timp foarte mic de downtime. Cele mai folosite platforme de cloud sunt Openstack, VMware etc.
- Reseller: Permite utilizatorului să "vândă" la rândul acestuia, pachete de găzduire persoanelor terțe.

## Istoric
Pe măsură ce numărul utilizatorilor de pe World Wide Web a crescut, a crescut presiunea pentru companii, atât mari cât și mici, de a avea o prezență online. Până în 1995, companii precum GeoCities, Angelfire și Tripod ofereau găzduire gratuită.

## Securitate
Deoarece serviciile de găzduire web găzduiesc site-uri web care aparțin clienților lor, securitatea online este o preocupare importantă. Când un client este de acord să folosească un serviciu de găzduire web, renunță la controlul securității site-ului său companiei care găzduiește site-ul. Nivelul de securitate pe care îl oferă un serviciu de găzduire web este extrem de important pentru un potențial client și poate fi o considerație majoră atunci când se analizează ce furnizor poate alege un client.
Serverele de găzduire web pot fi atacate de utilizatori rău intenționați în diferite moduri, inclusiv prin încărcarea de programe malware sau cod rău intenționat pe un site web găzduit. Aceste atacuri pot fi făcute din diferite motive, inclusiv furtul datelor cărților de credit, lansarea unui atac distribuit de refuzare a serviciului (DDoS) sau spam.

## Legături externe
- Directory of 136 open source hosted web services